# Cemitério Americano do Oise-Aisne Lote E

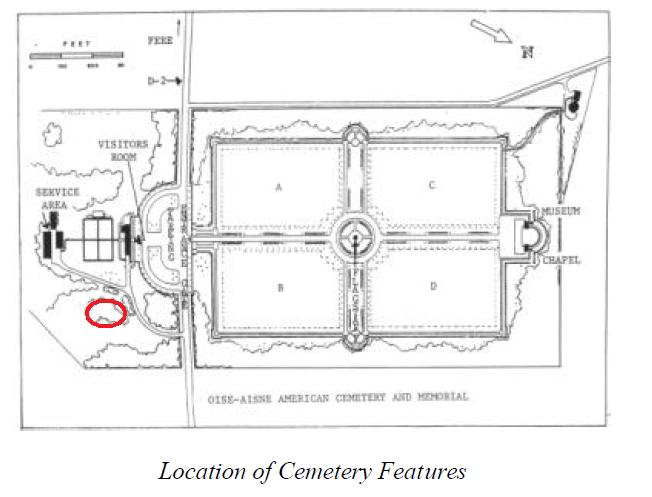
Localização do Lote E destacada em vermelho. O panfleto oficial do guia da ABMC (do qual este mapa é derivado) não mostra o Lote E.

O Cemitério Americano do Oise-Aisne Lote E é o quinto lote no Oise-Aisne American Cemetery and Memorial, um cemitério militar americano no norte da França que compreende quatro principais sepulturas (ou seja, A, B, C e D) contendo os restos mortais de 6.012 militares, todos os quais morreram durante a Primeira Guerra Mundial.
O Lote E é de aproximadamente 100 metros de distância do cemitério principal e é uma seção separada e escondida que atualmente contém os restos mortais de 94 prisioneiros militares americanos, todos executados por enforcamento ou fuzilamento sob autoridade militar por crimes cometidos durante ou logo após a Segunda Guerra Mundial. Suas vítimas foram 26 soldados americanos (todos assassinados) e 71 civis britânicos, franceses, alemães, italianos, poloneses e argelinos (homens e mulheres) que foram estuprados ou assassinados.

## Contexto
No total, o Exército dos EUA executou 98 militares seguindo tribunais marciais gerais por assassinato ou estupro no Teatro de Operações Europeu durante a Segunda Guerra Mundial. Os restos mortais desses militares foram originalmente enterrados perto do local de suas execuções, que ocorreram em países tão distantes quanto Inglaterra, França, Bélgica, Alemanha, Itália e Argélia. Em 1949, os restos mortais desses homens foram reenterrados no Lote E, uma seção particular construída especificamente para guardar o que o Registro de Túmulos chamava de "os mortos desonrados"; de acordo com a prática padrão, todos haviam sido desonrosamente dispensados do Exército dos EUA no dia anterior às execuções.
O Lote E está separado dos quatro principais terrenos do cemitério para os mortos homenageados da Primeira Guerra Mundial. Ele está localizado do outro lado da estrada e deliberadamente escondido da vista, dentro de uma clareira ovalada de 100×50 pés cercada por sebes e escondida em mata fechada. Oficialmente, o Lote E não existe: não é mencionado no site da ABMC ou em nenhum folheto ou mapa guia. O terreno é acessível apenas pela porta dos fundos do escritório do superintendente. O acesso é difícil e os visitantes não são incentivados, embora a seção seja mantida por zeladores do cemitério que periodicamente cortam a área do gramado e aparam as sebes. Um funcionário do cemitério descreveu o Lote E como uma "casa da vergonha" e um "perfeito anti-memorial".

### Símbolos

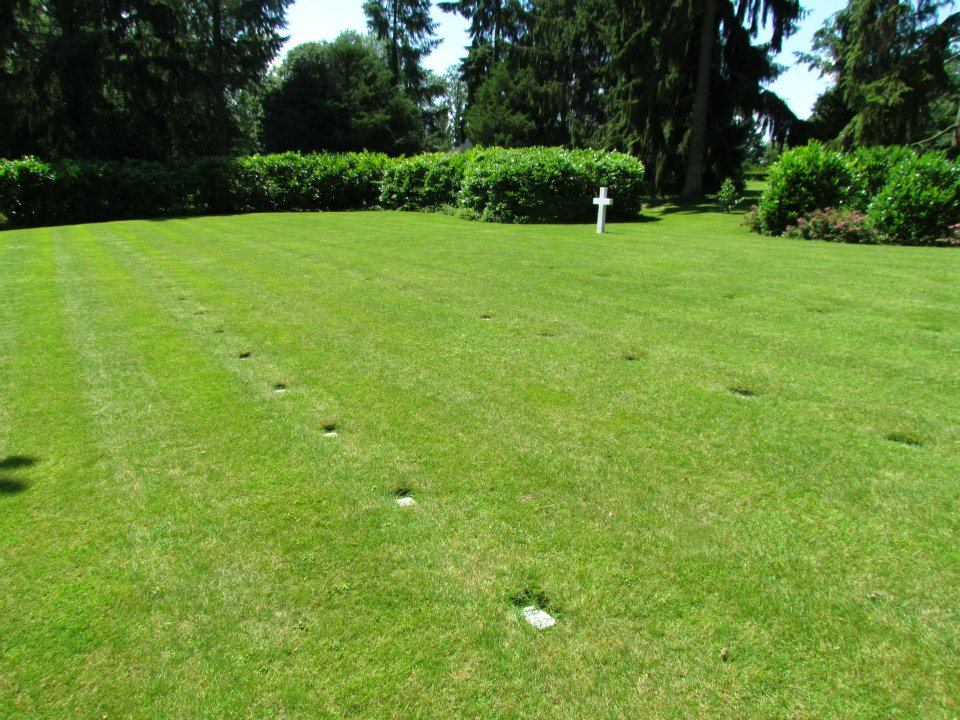
Vista do Lote E

Ao contrário dos monumentos de mármore e lápides inscritas dos lotes regulares, o Lote E contém nada além de 96 marcadores de pedra plana (dispostos em quatro fileiras) e uma única pequena cruz de granito. As lápides brancas são do tamanho de fichas e não têm nada nelas, exceto números sequenciais gravados em preto. A intenção era que as sepulturas individuais fossem impossíveis de identificar; no entanto, o sigilo do ocupante de cada túmulo foi desfeito por um pedido da Lei de Liberdade de Informação em 2009.
Nenhuma bandeira dos EUA pode tremular sobre a seção, e as sepulturas numeradas estão literalmente de costas para o cemitério principal do outro lado da estrada.

### Desertor
O único indivíduo enterrado no lote E que não havia sido condenado por estupro ou assassinato foi Eddie Slovik (anteriormente Fileira 3, Túmulo 65), que foi executado por deserção em 31 de janeiro de 1945. Sua esposa, Antoinette Slovik, pediu ao Exército os restos mortais de seu marido e sua pensão até sua morte em 1979. O caso de Slovik foi retomado em 1981 por um ex-comissário do condado de Macomb, em Michigan, Bernard V. Calka, um veterano polonês-americano da Segunda Guerra Mundial, que continuou a pressionar o Exército pela devolução dos restos mortais de Slovik. Em 1987, ele persuadiu o presidente Ronald Reagan a conceder o pedido de petição. Em resposta, Calka levantou US $ 5.000 para pagar a exumação e o reenterro no cemitério Woodmere de Detroit, onde Slovik foi enterrado ao lado de sua esposa.

## Enterros no Lote E
Todos os indivíduos atualmente enterrados no Lote E foram considerados culpados na corte marcial geral dos crimes capitais de estupro, assassinato ou ambos.
Depois de serem mantidos fora do público desde a criação do Lote E, os nomes e locais de sepultura dos homens enterrados lá ficaram disponíveis em 2009, após uma solicitação da Lei de Liberdade de Informação. Antes dessa liberação, o público não podia determinar quem foi enterrado em um túmulo específico, pois os túmulos são marcados apenas com números. Informações adicionais de antecedentes (por exemplo, local de alistamento e ano de nascimento, etc.) sobre os homens condenados podem ser encontradas digitando o número de serviço relevante nos Índices e Registros Online da Segunda Guerra Mundial.
- O soldado Eddie Slovik, 36896415, foi enterrado na Fileira 3, Túmulo 65 até que seus restos mortais fossem devolvidos aos Estados Unidos em 1987.[10]
- O soldado Alex F. Miranda, 39297382, foi enterrado na Fileira 2, Túmulo 27 até que seus restos mortais fossem devolvidos aos Estados Unidos em 1990.[11][12]

A tabela a seguir fornece nomes, números de série, locais e números de sepultura associados de falecidos enterrados no Lote E do cemitério americano de Oise-Aisne.
| Nome                                     | Número de série | Fileira | Número do túmulo | Detalhes da ofensa capital & notas |
| ---------------------------------------- | --------------- | ------- | ---------------- | --- |
| Agee, Amos                               | 34163762        | 1       | 14               | Enforcado no Teatro Europeu em 3 de março de 1945. |
| Anderson, Roy W.                         | 35407199        | 2       | 29               | Enforcado no Teatro Europeu em 25 de outubro de 1944. |
| Bailey, Milbert                          | 34151488        | 4       | 90               | Enforcado no Teatro Europeu em 19 de abril de 1945. |
| Baldwin, Walter J.                       | 34020111        | 2       | 43               | Enforcado no Teatro Europeu em 17 de janeiro de 1945. |
| Bennerman, Sidney, Jr                    | 34174757        | 3       | 57               | Executado por um pelotão de fuzilamento no Teatro Europeu em 15 de outubro de 1945. |
| Brinson, Eliga                           | 34052175        | 4       | 93               | Enforcado em Shepton Mallet em 11 de agosto de 1944. |
| Burns, Lee A.                            | 38520648        | 4       | 74               | Enforcado em Aversa, na Itália, Teatro Mediterrâneo, em 11 de março de 1945. |
| Clark, Ernest L.                         | 33212946        | 3       | 68               | Junto com o co-condenado Augustine M. Guerra, estuprou e estrangulou Elizabeth Green, de 15 anos, em Ashford, em 22 de agosto de 1944. |
| Clay Jr, Matthew                         | 38490561        | 1       | 3                | Enforcado no Teatro Europeu em 4 de junho de 1945. |
| Cooper, John D.                          | 34562464        | 4       | 81               | Enforcado no Teatro Europeu em 9 de janeiro de 1945. |
| Crews, Otis B.                           | 14057830        | 2       | 30               | Enforcado no Teatro Mediterrâneo em 21 de fevereiro de 1945. |
| Davis, Arthur E.                         | 36788637        | 4       | 82               | Enforcado no Teatro Europeu em 22 de novembro de 1944. |
| Davis, Lee A.                            | 18023362        | 3       | 61               | Condenado por estuprar Muriel Fawden após atirar mortalmente em sua amiga, Cynthia June Lay, de 19 anos, perto do Hospital Savernake, em Marlborough, em 28 de setembro de 1943. |
| Davis, William E.                        | 33541888        | 1       | 19               | Enforcado no Teatro Europeu em 27 de dezembro de 1944. |
| Davison, Tommie                          | 34485174        | 3       | 60               | Enforcado no Teatro Europeu em 29 de março de 1945. |
| Donnelly, Robert L.                      | 13131982        | 4       | 95               | Enforcado no Teatro Mediterrâneo em 31 de maio de 1944. |
| Downes, William C.                       | 33519814        | 1       | 16               | Enforcado no Teatro Europeu em 28 de fevereiro de 1945. |
| Ervin, Charlie, Jr                       | 34042926        | 3       | 54               | Executado por um pelotão de fuzilamento na Itália, Teatro Mediterrâneo, em 19 de outubro de 1945. |
| Farrell, Arthur J.                       | 32559163        | 1       | 21               | Enforcado no Teatro Europeu em 19 de janeiro de 1945. |
| Gordon, Tom                              | 34091950        | 1       | 10               | Enforcado no Teatro Europeu em 10 de julho de 1945. |
| Grant, General L.                        | 34557976        | 3       | 59               | Enforcado na Itália, Teatro Mediterrâneo, em 11 de março de 1945. |
| Green, George, Jr                        | 38476751        | 2       | 36               | Enforcado no Teatro Europeu em 15 de maio de 1945. |
| Guerra, Augustine M.                     | 38458023        | 2       | 44               | Junto com Ernest L. Clarke, condenado pelo estupro e assassinato de Elizabeth Green, de 15 anos, em Ashford, em 22 de agosto de 1944. |
| Hall, Willie                             | 33268841        | 4       | 83               | |
| Harris, Wiley, Jr                        | 6924547         | 4       | 92               | Enforcado em Shepton Mallet em 26 de maio de 1944. |
| Harrison, William, Jr                    | 15089828        | 3       | 62               | Estuprou e estrangulou Patricia Wylie, de 7 anos, na Irlanda do Norte, em 25 de setembro de 1944. |
| Heard, Haze                              | 34562354        | 2       | 38               | Enforcado no Teatro Europeu em 21 de maio de 1945. |
| Hendricks, James E.                      | 33453189        | 1       | 13               | Enforcado perto de Plumaudan em 24 de novembro de 1944 pelo assassinato de Victor Bignon e tentativa de estupro de sua esposa Noémie. |
| Holden, Mervin                           | 38226564        | 1       | 8                | Enforcado em Lemur, na Bélgica, em 30 de janeiro de 1945. |
| Hopper, Benjamin F.                      | 32720571        | 1       | 7                | Enforcado no Teatro Europeu em 29 de março de 1945. |
| Jefferies, Charles H.                    | 33181343        | 4       | 78               | Enforcado na Itália, Teatro Mediterrâneo, em 5 de julho de 1945. |
| Johnson, Willie                          | 38270465        | 2       | 28               | Enforcado no Teatro Europeu em 26 de junho de 1945. |
| Jones, Cubia (a.k.a. Parson)             | 34563790        | 1       | 15               | Estuprou e assassinou Joyce Brown, que estava grávida, em 3 de dezembro de 1944. |
| Jones, James L.                          | 34221343        | 4       | 84               | Enforcado no Teatro Europeu em 19 de abril de 1945. |
| Jones, John T.                           | 38315973        | 2       | 48               | Enforcado na Itália, Teatro Mediterrâneo, em 5 de julho de 1945. |
| Jones, Kinney                            | 34120505        | 2       | 42               | Enforcado na Itália, Teatro Mediterrâneo, em 20 de março de 1945. |
| Jordan, Charlie H.                       | 14066430        | 2       | 40               | Enforcado no Teatro Europeu em 22 de novembro de 1944. |
| Kendrick, James E.                       | 14026995        | 1       | 5                | Enforcado em Orã, na Argélia, Teatro Norte-Africano, em 17 de julho de 1943. |
| Kluxdal, Paul M.                         | 36395076        | 2       | 35               | Enforcado no Teatro Europeu em 31 de outubro de 1944. |
| Leatherberry, John C.                    | 34472451        | 4       | 86               | Enforcado em Shepton Mallet em 16 de março de 1944. |
| Lucas, William N.                        | 36639075        | 4       | 96               | |
| Mack, John H.                            | 34042053        | 1       | 4                | Enforcado na Itália, Teatro Mediterrâneo da Segunda Guerra Mundial, em 20 de março de 1945. |
| Mack, William                            | 32620461        | 3       | 63               | |
| Mahoney, Joseph J.                       | 12008332        | 1       | 11               | |
| Mariano, Blake W.                        | 38011593        | 1       | 12               | Um artilheiro de 29 anos do 191º Batalhão de Tanques foi enforcado no Centro de Treinamento Disciplinar do Loire em Le Mans, na França, em 10 de outubro de 1945, por um incidente ocorrido em Lauf, na Alemanha, em 15 de abril de 1945; ele estuprou duas mulheres de 21 e 54 anos e matou a tiros sua companheira de 41 anos.                                                          |
| Martinez, Aniceto                        | 38168482        | 2       | 39               | Condenado por estuprar e assassinar Agnes Cope, de 75 anos, em 6 de agosto de 1944. |
| Maxey, Curtis L.                         | 34554198        | 3       | 71               | Enforcado em Saint-Tropez, na França, Teatro Mediterrâneo, em 16 de novembro de 1944. |
| McCarter, William J.                     | 34675988        | 4       | 91               | Enforcado no Teatro Europeu em 28 de maio de 1945. |
| McGhee Sr, Shelton                       | 34529025        | 1       | 6                | Enforcado no Teatro Mediterrâneo em 4 de maio de 1945. |
| McMurray, Fred A.                        | 38184335        | 1       | 2                | Condenado junto com Louis Till pelo assassinato de uma italiana e estupro de outras duas, em Civitavecchia. Executado por enforcamento no Centro de Treinamento Disciplinar do Exército dos Estados Unidos, ao norte de Pisa, em 2 de julho de 1945. |
| Nelson, Henry W.                         | 35726029        | 1       | 1                | Enforcado na Itália, Teatro Mediterrâneo, em 5 de julho de 1945. |
| Newman, Oscar N.                         | 35226382        | 1       | 80               | Enforcado no Teatro Europeu em 29 de novembro de 1944. |
| Norris, Clete O.                         | 37082314        | 4       | 79               | Enforcado no Teatro Europeu em 31 de maio de 1945. |
| Ortiz, Victor                            | 30405077        | 4       | 87               | Enforcado no Teatro Europeu em 21 de junho de 1945. |
| Parker, Woodrow                          | 34561139        | 3       | 56               | Executado por um pelotão de fuzilamento no Teatro Europeu em 15 de outubro de 1945. |
| Pearson, Robert L.                       | 38326741        | 1       | 22               | Condenado junto com Parson Jones pelo estupro e assassinato de Joyce Brown, que estava grávida, em 3 de dezembro de 1944. |
| Pennyfeather, William D.                 | 32801627        | 3       | 66               | Enforcado no Teatro Europeu em 18 de novembro de 1944. |
| Philpot, Henry C.                        | 39080069        | 4       | 89               | Enforcado no Teatro Europeu em 10 de setembro de 1945. |
| Pittman, Willie A.                       | 34400976        | 3       | 50               | Enforcado na Sicília, Teatro Mediterrâneo, em 30 de agosto de 1943. |
| Pygate, Benjamin                         | 33741021        | 4       | 85               | |
| Robinson, Charles M.                     | 38164425        | 3       | 70               | Enforcado no Teatro Europeu em 28 de setembro de 1945. |
| Rollins, Alvin R.                        | 34716953        | 3       | 51               | Hanged in the European Theater on 31 May 1945 |
| Sanders, James B.                        | 34124233        | 3       | 58               | Enforcado no Teatro Europeu em 25 de outubro de 1944. |
| Schmiedel, Werner E. (alias Robert Lane) | 7041115         | 3       | 53               | Enforcado no Teatro Mediterrâneo em 11 de junho de 1945. |
| Scott, Richard B.                        | 38040012        | 2       | 45               | Enforcado no Teatro Europeu em 18 de novembro de 1944. |
| Skinner, Robert L.                       | 35802328        | 3       | 64               | Enforcado simultaneamente com Yancy Waiters na aldeia de Hameau au Pigeon em Quettetot, na península de Cherbourg, após ser condenado por assassinato e estupro. Entre os espectadores da execução estavam vinte testemunhas francesas, incluindo Marie Osouf, de dezenove anos, a menina que foi estuprada, e a família de Auguste Lebarillier (namorado de Marie), que foi assassinado. |
| Smalls, Abraham                          | 34512812        | 1       | 23               | Enforcado no Teatro Mediterrâneo da Segunda Guerra Mundial em 27 de março de 1945. |
| Smith, Charles H.                        | 36337437        | 4       | 77               | Enforcado em Argel, Teatro Norte-Africano, em 6 de setembro de 1943. |
| Smith, George E., Jr                     | 33288266        | 3       | 52               | Condenado pelo assassinato do diplomata britânico Sir Eric Teichman por corte marcial na RAF Attlebridge em 3 de dezembro de 1944. Ele foi executado na forca no HMP Shepton Mallet em 8 de maio de 1945 (ou seja, Dia VE), apesar dos apelos de clemência, incluindo de Lady Ellen Teichman.                                                                                             |
| Smith, John C.                           | 33214953        | 3       | 67               | |
| Smith, Willie                            | 3456556         | 3       | 69               | |
| Spears, Charles E.                       | 32337619        | 1       | 18               | Enforcado em Orã, na Argélia, Teatro Norte-Africano, em 18 de abril de 1944. |
| Spencer, Elwood, J.                      | 33739343        | 2       | 33               | Enforcado em Lemur, na Bélgica, em 30 de janeiro de 1945. |
| Spinks, Mansfield                        | 36793241        | 3       | 49               | Executado por um pelotão de fuzilamento na Itália, Teatro Mediterrâneo, em 19 de outubro de 1945. |
| Stroud, Harvey                           | 33215131        | 2       | 26               | Enforcado na Sicília, Teatro Mediterrâneo, em 30 de agosto de 1943. |
| Taylor, John W.                          | 37485128        | 1       | 24               | Enforcado na Itália, Teatro Mediterrâneo, em 20 de março de 1945. |
| Thomas, Madison                          | 38265363        | 4       | 76               | Condenado por uma corte marcial em Plymouth por estuprar Beatrice Maud Reynolds em um campo em Albaston (perto de Gunnislake, Cornwall) em 26 de julho de 1944, e foi enforcado em HMP Shepton Mallet em 12 de outubro de 1944. |
| Till, Louis                              | 36392273        | 4       | 73               | Condenado junto com Fred A. McMurray, pelo assassinato de uma italiana e estupro de outras duas, em Civitavecchia. Executado por enforcamento no Centro de Treinamento Disciplinar do Exército dos Estados Unidos, ao norte de Pisa, em 2 de julho de 1945. |
| Twiggs, James W.                         | 38265086        | 4       | 88               | Enforcado no Teatro Europeu em 22 de janeiro de 1945. |
| Valentine, Leo                           | 32954278        | 2       | 41               | Enforcado no Teatro Europeu em 29 de novembro de 1944 |
| Waiters, Yancy                           | 37499079        | 2       | 31               | Enforcado simultaneamente com Robert L. Skinner em 10 de fevereiro de 1945 pelo assassinato de Auguste Lebarillier e estupro de Marie Osouf. |
| Waters, John H.                          | 32337934        | 2       | 46               | |
| Watson, Frank, Jr                        | 34793522        | 3       | 55               | Enforcado no Teatro Europeu em 3 de março de 1945. |
| Watson, Ray                              | 33139251        | 2       | 25               | Enforcado no Teatro Mediterrâneo em 29 de agosto de 1944 |
| Watson, Joseph                           | 39610125        | 1       | 17               | Enforcado no Teatro Europeu em 9 de novembro de 1944. |
| White, Armstead                          | 34401104        | 2       | 47               | Enforcado na Sicília, Teatro Mediterrâneo, em 30 de agosto de 1943. |
| White, David                             | 34400884        | 3       | 72               | Enforcado na Sicília, Teatro Mediterrâneo, em 30 de agosto de 1943. |
| Whitfield, Clarence                      | 34672443        | 2       | 37               | Enforcado na Normandia, na França, Teatro Europeu, em 14 de agosto de 1944. |
| Williams, Ellsworth                      | 34200976        | 2       | 32               | Enforcado na Alemanha, Teatro Europeu, em 5 de janeiro de 1946. |
| Williams, John                           | 32794118        | 4       | 94               | Enforcado no Teatro Europeu em 19 de abril de 1945. |
| Williams, Olin W.                        | 34649494        | 1       | 20               | Enforcado no Teatro Europeu em 9 de março de 1945. |
| Wilson, J. P.                            | 32484756        | 1       | 9                | Enforcado no Teatro Europeu em 2 de fevereiro de 1945. |
| Wimberly, Willie J.                      | 36392154        | 2       | 34               | Enforcado no Teatro Europeu em 9 de novembro de 1944. |
| Wray, Robert                             | 34461589        | 4       | 75               | Enforcado no Teatro Europeu em 20 de agosto de 1945. |